# Vörös Szellem
A Vörös Szellem, valódi nevén Ivan Kragoff egy kitalált szereplő, szupergonosztevő a Marvel Comics képregényeiben. A kitalált szereplőt Stan Lee, Jack Kirby és Steve Ditko alkotta meg. Első megjelenése a Fantastic Four 13. számában volt, 1963 áprilisában.
A Vörös Szellem egy szovjet tudós és feltaláló volt, aki le akarta győzni az Amerikai Egyesült Államokat az űrversenyben. Különleges képességeit, hasonlóan a Fantasztikus Négyes tagjaihoz, a kozmikus sugárzásnak köszönheti.